# تسمم بالكادميوم
ليس للكادميوم أي دور بنائي في جسم الإنسان ويعتبر الكادميوم ومركباته من المواد السامة حتى وإن كان بتراكيز منخفضة، حيث غالباً ما يتحد الكادميوم مع المركبات الحيوية للأحياء والنظم البيئية. يؤدي التسمم بالكادميوم عند الإنسان إلى وهن العظام والفشل الكلوي.